# Friedhof (Thaleischweiler)
Der Friedhof von Thaleischweiler umfasst unter anderem Mahnmal zum Gedenken der Opfer des Ersten Weltkriegs. Er steht unter Denkmalschutz.

## Lage
Das Kriegerdenkmal befindet sich am Rande des örtlichen Friedhofs von Thaleischweiler in der Friedhofstraße. Zuvor war es an der Ecke Talstraße-Bahnhofstraße
untergebracht.

## Beschreibung
Das Denkmal symbolisiert des Kriegers Abschied. Es wird dominiert von einem Infanteristen, ausgestattet mit Mantel, Patronentaschen am Gürtel und Stahlhelm. Er ist im Begriff das Gewehr aus der Ruhestellung aufzunehmen, der linke Fuß ist schon vorgesetzt – Richtung Westen. Der Soldat lässt die beiden Frauen wehklagend zurück. Da sie weniger differenziert ausgestaltet wurden als der Soldat, wird der Blick des Betrachters auf den kampfbereiten Vaterlandsverteidiger gerichtet.